# هوارد بيل
هوارد بيل (بالإنجليزية: Howard Pyle)‏ هو رسام توضيحي وكاتب أمريكي ولد في يوم 5 مارس 1853 في مدينة ويلمنغتون في ديلاوير. تعلم فنون الرسم في جامعة دركسل. ألف رواية المغامرة المرحة لروبن هود في سنة 1883 ورواية أوتو ذي اليد الفضية في سنة 1888 و رجال الحديد في سنة 1891. توفي في يوم 9 نوفمبر 1911 في فلورنسا في إيطاليا.